# Iwasaki Koyota

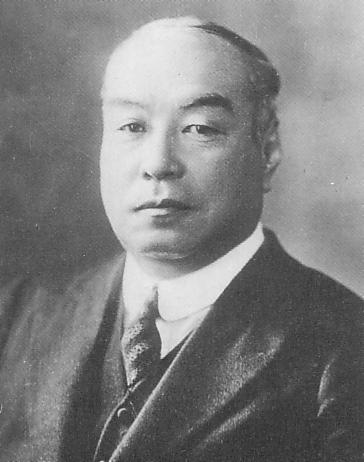
Iwasaki Koyota

Iwasaki Koyota (japanisch 岩崎 小弥太; geboren 3. August 1879 in Tokio; gestorben 2. Dezember 1945) war ein japanischer Unternehmer, der 4. Präsident des Mitsubishi-Konzerns.

## Leben und Werk
Iwasaki Koyota, Sohn von Iwasaki Hisaya, dem 3. Präsident von Mitsubishi, studierte an den Universitäten Tōkyō und Cambridge. Nach seiner Rückkehr im Jahr 1906 wurde er Vizepräsident von Mitsubishi und 1916 Präsident.
Iwasaki organisierte mit Hilfe seines Mitarbeiters Katō Takeo die verschiedenen Geschäftsbereiche neu und machte aus ihnen selbstständige Unternehmen. So schuf er 1917 „Mitsubishi Shipbuilding“ (heute „Mitsubishi Heavy Industries“), 1918 „Mitsubishi Mining“ (heute „Mitsubishi Materials Corporation“), 1919 die „Mitsubishi Bank“ und 1921 die „Mitsubishi Electric Corporation“.
Ihm lag viel an der weltweiten Ausdehnung des Konzerns. Er bemühte sich um Entwicklungsrechte in den asiatischen Ländern und importierte ab 1931 Technologien. Mit einem amerikanischen Öl-Unternehmen betrieb er als Joint Venture die „Mitsubishi Oil Company“.
Iwasaki war auch kulturell tätig. So erweiterte er die Kunstsammlung des Hauses, das Seikadōbunko-Kunstmuseum, unterstützte u. a. das Seikeigakuen (成蹊学園), die Vorläufereinrichtung der heutigen Seikei-Universität, und das Philharmonieorchester Tokio.